# Leopold Żołnierczyk
Leopold Żołnierczyk (ur. 10 listopada 1918 w Posadzie Olchowskiej, zm. 14 maja 1944 pod Monte Cassino) – podporucznik Polskich Sił Zbrojnych na Zachodzie.

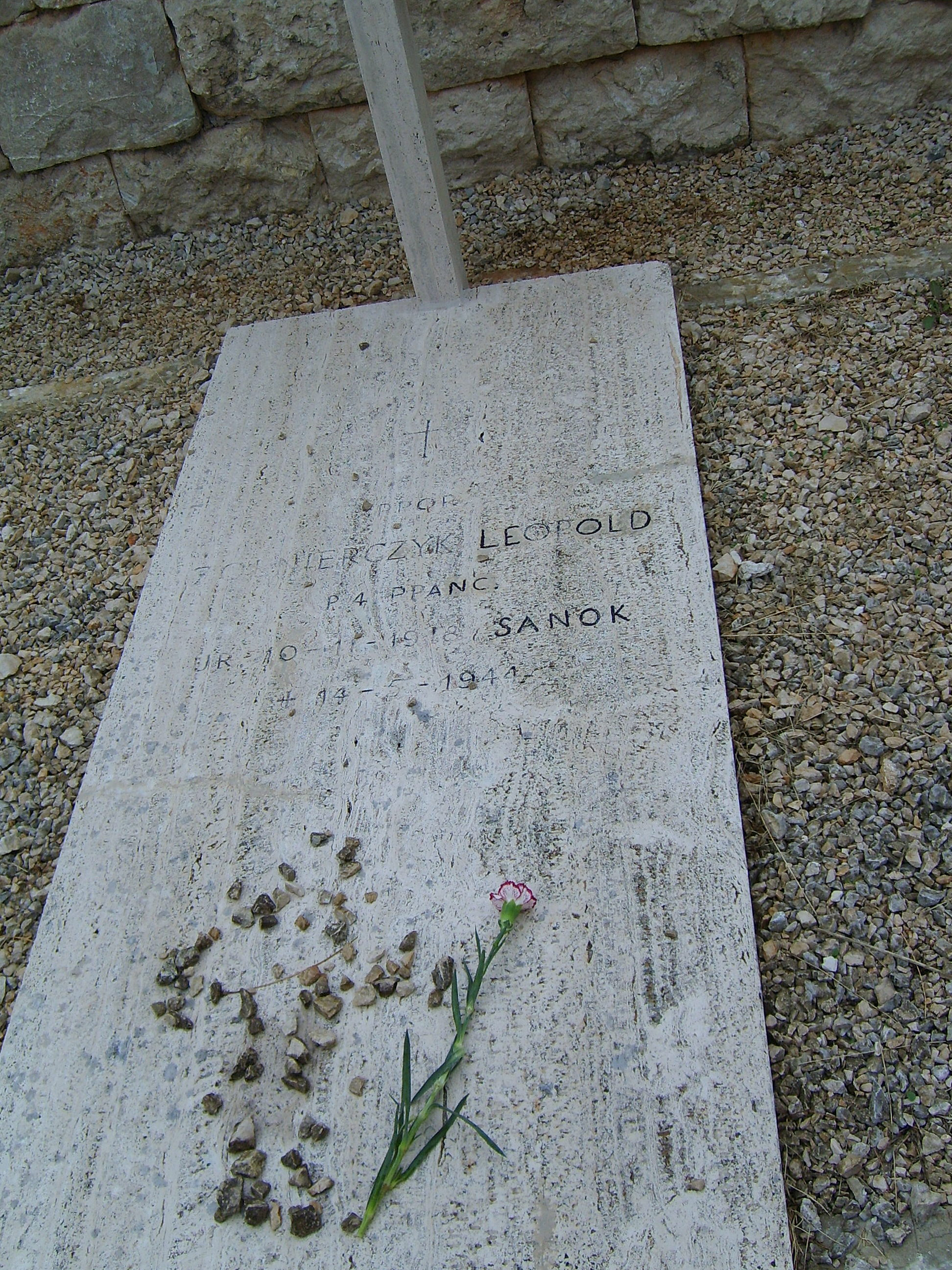
Nagrobek Leopolda Żołnierczyka

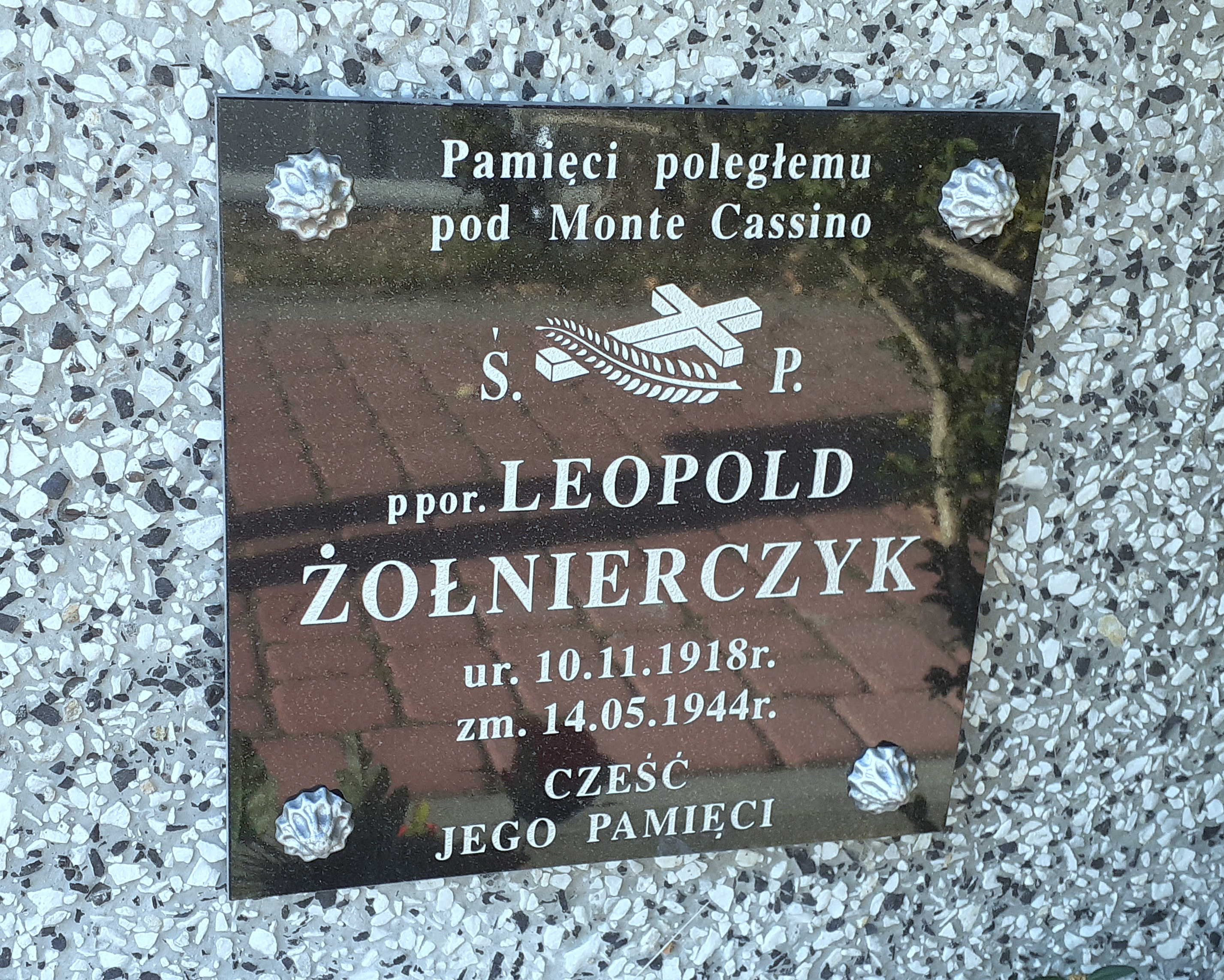
Symboliczna inskrypcja na grobie rodziców

## Życiorys
Leopold Żołnierczyk urodził się 10 listopada 1918 w Posadzie Olchowskiej pod Sanokiem. Był synem Jakuba (1882-1964, murarz) i Franciszki z domu Premik (1889-1953). Miał siostrę Eugenię. Był harcerzem. W 1937 zdał egzamin dojrzałości w Państwowym Gimnazjum im. Królowej Zofii w Sanoku (przez osiem lat nauki jego kolegą w ławce szkolnej był późniejszy ksiądz Stanisław Turkowski). Jako absolwent gimnazjum, uchwałą Magistratu w Sanoku z 1937 został uznany przynależnym do gminy Sanok.
Został absolwentem szkoły podchorążych przy 5 pułku Strzelców Podhalańskich w Przemyślu. Wobec zagrożenia konfliktem zbrojnym został zmobilizowany do tej jednostki w sierpniu 1939. Po wybuchu II wojny światowej przedostał się przez Budapeszt i Jugosławię do Francji. Został żołnierzem Polskich Sił Zbrojnych. We Francji pracował w ośrodku wyszkolenia oficerskiego w Châteaubriant. W 1940 uczestniczył w polsko-francusko-angielskim zlocie harcerzy w Rennes. W szeregach 2 Dywizji Strzelców Pieszych brał udział w walkach pod Compiègne podczas kampanii francuskiej 1940. Po upadku Francji w czerwcu 1940 przedostał się do Wlk. Brytanii, następnie na Bliski Wschód, gdzie służył w 2 Brygadzie Czołgów. Przebywał także w Iranie. W tym czasie towarzyszem Zdzisława Peszkowskiego w Armii Polskiej był jego kolega szkolny z Sanoka, Zdzisław Peszkowski.
W kwietniu 1944 w szeregach 2 Korpusu Polskiego trafił do Włoch i służąc w 4 pułku pancernym „Skorpion” brał udział w kampanii włoskiej. 7 maja 1944 został dowódcą plutonu czołgów. Poległ w bitwie o Monte Cassino 14 maja 1944 w rejonie Drogi Saperów podczas walk o Gardziel trafiony po wychyleniu się przez klapę z czołgu. W czasie tych walk nosił pseudonim „Olga 2”.
Został pochowany na Polskim Cmentarzu Wojennym na Monte Cassino (taras VIII, sektor C, nr 17; ekshumowany). Pośmiertnie został awansowany na stopień porucznika.
Był jednym z trzech wychowanków sanockiego gimnazjum, którzy polegli pod Monte Cassino i zostali pośmiertnie odznaczeni Orderem Virtuti Militari (prócz niego Władysław Majcher i Romuald Ochęduszko).

## Upamiętnienie
Osobę Leopolda Żołnierczyka opisał Melchior Wańkowicz w książce pt. Monte Cassino:

Ppor. Żołnierczyk, z którym wczoraj rozmawiałem, w czasie nawały na Żbiku otwiera klapę i wysuwa głowę w hełmie, w którym – pamiętam – było już wgłębienie od odłamka. Tym razem odłamek jest silniejszy niż hełm: trafiony w głowę, ppor. Żołnierczyk kona na miejscu, tam na Drodze Saperów, do której szedł przez kampanię wrześniową, granicę węgierską i Szkocję. Jego radiooperator melduje: „Baca, Olga 2 zabity”.

Podczas „Jubileuszowego Zjazdu Koleżeńskiego b. Wychowanków Gimnazjum Męskiego w Sanoku w 70-lecie pierwszej Matury” 21 czerwca 1958 nazwisko Leopolda Żołnierczyka zostało wymienione w apelu poległych oraz na ustanowionej w budynku gimnazjum tablicy pamiątkowej poświęconej poległym i pomordowanym absolwentom gimnazjum.
Podczas tych obchodów ks. Zdzisław Peszkowski tak wspominał swojego kolegę gimnazjalnego Leopolda Żołnierczyka:

Z nim przyjaźniłem się od lat, więc i zagranicą szukaliśmy się stale. (..) Pamiętam, że gdzieś tam na piaskach Iraku (..) wreszcie spotkaliśmy się razem. Był wieczór. Słońce zapadało nad pustynią, a tu dwu Sanoczan padło sobie w ramiona. Pierwsze jego słowa: – „Zdzich! Wiesz, znowu jesteśmy jak w Sanoku!” – i dwu przyjaciół Sanoczan sercem i wspomnieniami wyczarowało sobie Sanok na dalekich piaskach Iraku.
A potem jego ostatni list spod Monte Cassino – na chwilę przed pójściem w akcję pisany – brzmiał tak:
„...Zdzich! Co można pisać tuż przed akcją? Nie wiadomo, czy kto z nas wróci? Ale jak będziesz miał okazję, to powiedz w Sanoku, że idąc w bój pod Monte Cassino, idę za Polskę...

W 1962 Leopold Żołnierczyk został uhonorowany na Cmentarzu Centralnym w Sanoku: wśród innych osób wymienionych na tablicy Mauzoleum Ofiar II Wojny Światowej, a ponadto został symbolicznie upamiętniony tablicą na grobowcu swoich rodziców na Cmentarzu Posada w Sanoku.
Jego nazwisko zostało wymienione na tablicy pamiątkowej, ustanowionej w latach 60. XX wieku w kościele Najświętszego Serca Pana Jezusa w sanockiej dzielnicy Posada, ku czci parafian – ofiar terroru okupanta, działań wojennych.

## Odznaczenia
- Krzyż Srebrny Orderu Virtuti Militari – pośmiertnie (za męstwo w bitwie pod Monte Cassino)[22][23]
- Krzyż Walecznych
- odznaczenia angielskie